# Stefan Askenase
Stefan Askenazy (ur. 10 lipca 1896 we Lwowie, zm. 18 października 1985 w Bonn) – polsko-belgijski pianista i pedagog żydowskiego pochodzenia.

## Życiorys

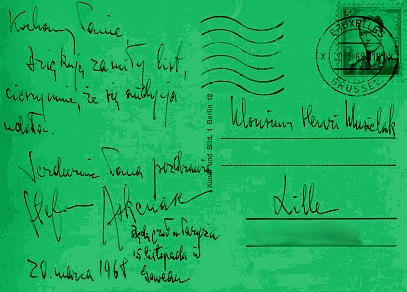
Pocztówka pisana ręką Stefana Askenazego

Pochodził ze Lwowa. Kształcił się w C. K. Gimnazjum im. Franciszka Józefa we Lwowie. Naukę gry na fortepianie rozpoczął u matki, pianistki (uczennicy Karola Mikulego, który sam był uczniem Chopina). Następnie uczył się gry u Ksawery Zacharyasiewicz (uczennicy F.X. Mozarta i Karola Mikulego) oraz u Theodora Pollaka. W 1913 roku wyjechał do Wiednia, aby kontynuować naukę u Emila von Sauera, ucznia Liszta w Wiedeńskim Konserwatorium Muzycznym. Debiutował w 1919 roku w Wiedniu, a następnie w 1920 w Filharmonii Warszawskiej grając koncert fortepianowy a-moll Schumanna, koncert B-dur Brahmsa i Koncert f-moll Chopina. Koncerty zakończyły się owacją na stojąco. Koncertował w krajach całego świata. Wykładał w latach 30. w konserwatoriach muzycznych w Rotterdamie oraz w Brukseli (lata 1954-1961).
W 1950 otrzymał obywatelstwo belgijskie. W latach 50. i 60. nagrał szereg płyt z muzyką Chopina dla Deutsche Grammophon. Był jurorem V Konkursu Chopinowskiego w 1955 i VI Konkursu w 1960 roku. Koncertował do późnej starości, m.in. celebrując swoje 85 urodziny koncertami w liczbie 85 w całej Europie. Ceniono go za wybitne interpretacje Scarlattiego, Bacha, Beethovena, Chopina, Brahmsa, Schuberta, Schumanna i Albéniza. 
Jego uczniami są Martha Argerich, Andrzej Czajkowski i Mitsuko Uchida.
Przez lata zamieszkiwał w Brukseli, pod koniec lat 60. osiadł w Niemczech Zachodnich, pod Bonn w miejscowości Rolandseck, zamieszkując w budynku dworca, przeznaczonego pierwotnie do rozbiórki.